# Danny Yung
Danny Yung (* 1943 in Shanghai, Republik China) ist ein chinesischer Künstler.

## Leben
1960 zog er in die USA, um dort Architektur, Stadtplanung und Informatik zu studieren. 1979 kehrte er nach Hongkong zurück. Seitdem ist er in verschiedenen Kunstbereichen tätig. Er dreht Experimentalfilme, ist im Bereich Konzeptkunst tätig und leitet das Hongkonger Experimentaltheater „Zuni Icosahedron“, das er 1982 gründete.